# بيتر باريت (كاتب)
بيتر باريت (بالإنجليزية: Peter Barrett)‏ هو رسام توضيحي وكاتب ورسام بريطاني، ولد في 1935.

## وصلات خارجية
- بيتر باريت على موقع ميوزك برينز (الإنجليزية)
- بيتر باريت على موقع أول ميوزيك (الإنجليزية)
- بيتر باريت على موقع ديسكوغز (الإنجليزية)